# Margarethe Steinhäuser
Margarethe Steinhäuser (* 29. September 1874 in Kitzingen; † 12. Mai 1955 in Offenbach am Main) war eine hessische Politikerin (SPD) und ehemalige Abgeordnete des Landtags des Volksstaates Hessen in der Weimarer Republik.

## Familie
Margarethe Steinhäuser war die Tochter des Korbmachers Georg Treusch und dessen Frau Anna Margareta geborene Kreßmann. Sie besuchte die Volksschule und die Frauenarbeitsschule in Frankfurt am Main. 1889 begann sie in Offenbach als Dienstmädchen zu arbeiten, später wurde sie Hausfrau. Margarethe Treusch heiratete 1895 in erster Ehe Franz Albert Frank (1871–1908) und nahm dessen Nachnamen an. Aus der Ehe gingen drei Söhne hervor, von denen der älteste 1916 bei Verdun fiel. Nach dem Tod ihres ersten Mannes heiratete sie am 5. März 1910 in zweiter Ehe den Metallarbeiter Georg Paulus Steinhäuser (1865–1932).
Margarethe Steinhäuser war Gründerin der Arbeiterwohlfahrt in Offenbach.

## Politik
Margarethe Steinhäuser gehörte von 1919 bis 1927 sowie – als Nachfolgerin des Reichstagsabgeordneten Heinrich Ritzel – erneut 1930 bis 1931 dem hessischen Landtag an. 